# Coryanthes
Coryanthes, coneguda comunament com a orquídies de galleda, és un gènere d’orquídies epífites tropicals. Aquest gènere s'abrevia com a Crths en el comerç hortícola. Són originàries d'Amèrica del Sud, Amèrica Central, Mèxic i Trinitat. Les orquídies de galleda són un excel·lent exemple de coevolució i mutualisme, ja que les orquídies han evolucionat junt amb les abelles orquídies (la tribu Euglossini de la família dels Àpids) i ambdues depenen les unes de les altres per a la seva reproducció.
La Coryanthes és un gènere amb unes 30 espècies d'orquídies epífites simpodials, de la subfamília Epidendroideae, de la tribu Maxillarieae, de la família Orchidaceae. Es distribueixen en tota l'Amèrica tropical.

## Història
Algunes de les primeres investigacions sobre Coryanthes van ser publicades per Cruger el 1865. Charles Darwin descriu les seves observacions i experiments sobre algunes espècies de coriantes en el seu llibre The Various Contrivances by which Orchids are Fertilized by Insects. Tanmateix, Darwin va pensar que eren les abelles femelles les que feien la fertilització i van passar gairebé 100 anys abans que el paper de les abelles euglossines masculines es revelés el 1961.

## Taxonomia
- Coryanthes albertinae  H.Karst. (1848)
- Coryanthes alborosea  C.Schweinf. (1943)
- Coryanthes angelantha  Archila (2007)
- Coryanthes bergoldii  .D.Kenn. ex Dodson (1982)
- Coryanthes bicalcarata  Schltr. (1921)
- Coryanthes boyi  Mansf. (1928)
- Coryanthes bruchmuelleri  Rchb.f. (1876)
- Coryanthes cataniapoensis  G.A.Romero i Carnevali (1989)
- Coryanthes cavalcantei  M.F.Silva i A.T.Oliveira (1996)
- Coryanthes dasilvae  F.Barros (2001)
- Coryanthes elegantium  Linden & Rchb.f. (1868)
- Coryanthes elianae  M.F.Silva & A.T.Oliveira (1998)
- Coryanthes feildingii  Lindl. (1848)
- Coryanthes flava  G.Gerlach (1991)
- Coryanthes gerlachiana  Senghas (1993)
- Coryanthes gernotii  G.Gerlach & G.A.Romero (1991)
- Coryanthes gomezii  G.A.Romero & G.Gerlach (2000)
- Coryanthes gustavo-romeroi  Archila (2007)
- Coryanthes horichiana  Jenny (1986)
- Coryanthes hunteriana  Schltr. (1922)
- Coryanthes javieri  Archila (2007)
- Coryanthes kaiseriana  G.Gerlach (2003)
- Coryanthes lagunae  Manara i Bergold (2004)
- Coryanthes leferenziorum  G.Gerlach (1990)
- Coryanthes leucocorys  Rolfe (1891)
- Coryanthes macrantha  (Hook.) Hook. (1831)
- Coryanthes macrocorys  Rolfe (1892)
- Coryanthes maculata  Hook. (1831) -
- Coryanthes maduroana  G.Gerlach (2004)
- Coryanthes mastersiana  F.Lehm. (1891)
- Coryanthes melissae  Archila (2007)
- Coryanthes minima  A.T.Oliveira & J.B.F.Silva (2001)
- Coryanthes misasii  G.A.Romero & G.Gerlach (1991)
- Coryanthes miuaensis  M.F.Silva & A.T.Oliveira (1998)
- Coryanthes oscarii  Archila (2007)
- Coryanthes pacaraimensis  Campacci & J.B.F.Silva (2007)
- Coryanthes panamensis  G.Gerlach (1993)
- Coryanthes pegiae  G.A.Romero (1986)
- Coryanthes picturata  Rchb.f. (1864)
- Coryanthes powellii  Schltr. (1922)
- Coryanthes recurvata  Archila (2007)
- Coryanthes seegeri  G.Gerlach (1987)
- Coryanthes selbyana  Archila (2007)
- Coryanthes senghasiana  G.Gerlach (1988)
- Coryanthes speciosa  Hook. (1831)
- Coryanthes thivii  Kropf i Seeger (1999)
- Coryanthes toulemondiana  G.Gerlach & T.Franke (1994)
- Coryanthes tricuspidata  G.Gerlach (1993)
- Coryanthes trifoliata  C.Schweinf. (1944)
- Coryanthes vasquezii  Dodson (1982)
- Coryanthes verrucolineata  G.Gerlach (1989)
- Coryanthes vieirae  G.Gerlach (1991)
- Coryanthes villegasiana  Peláez (2006)